# سبايكس 1001
سبايكس 1001 (بالإنجليزية: 1001 Spikes)‏ هي لعبة فيديو تاريخ صدورها هو 3 يونيو 2014، وهي متوفرة على أجهزة بلاي ستيشن 4 وإكس بوكس ون وإكس بوكس 360 ووي يو ومايكروسوفت ويندوز ونينتندو 3دي إس وبلاي ستيشن فيتا. اللعبة من تطوير نيكاليس ومن نشر نيكاليس.